# Manning Redwood
Manning Redwood (* 16. Februar 1929 in New York; † 9. Juli 2006 in Surrey, England) war ein US-amerikanischer Schauspieler.
Zwischen 1970 und 1996 stand Redwood für über 40 Film- und Fernsehproduktionen vor der Kamera, darunter Nebenrollen in den Filmen Shining, Shock Treatment, Sag niemals nie und Im Angesicht des Todes. Redwood arbeitete als Schauspieler lange Jahre im britischen Filmgeschäft und verkörperte dort mit seinem Akzent häufig amerikanische Figuren.

## Filmografie (Auswahl)
- 1970: Verschwörung gegen die Ordnung (The Chicago Conspiracy Trial; Fernsehfilm)
- 1972: Kein Pardon für Schutzengel (The Protectors; Fernsehserie, 1 Folge)
- 1980: Shining (The Shining)
- 1980: Oppenheimer (Fernseh-Miniserie, 5 Folgen)
- 1981: Outland – Planet der Verdammten (Outland)
- 1981: Shock Treatment
- 1981: Reds
- 1982: Teuflische Signale (The Sender)
- 1983: Sag niemals nie (Never Say Never Again)
- 1985: Wasser – Der Film (Water)
- 1985: James Bond 007 – Im Angesicht des Todes (A View to a Kill)
- 1985: Death Wish III – Der Rächer von New York (Death Wish III)
- 1985: Der Aufpasser (Minder; Fernsehserie, 1 Folge)
- 1985: Revolution
- 1986: The American Way
- 1987: London Embassy (Fernsehserie, 6 Folgen)
- 1992: The Tomorrow People (Fernsehserie, 5 Folgen)
- 1994: Scarlett (Fernseh-Miniserie, 1 Folge)
- 1996: Vendetta